# Ема Ричмънд
Ема Ричмънд (на английски: Emma Richmond) е английска писателка на произведения в жанра любовен роман.

## Биография и творчество
Ема Ричмънд е родена по време на войната в Северен Кент, Англия. Има по-голям брат и по-малка сестра. Омъжва се година след завършването на гимназията. Има три дъщери. След като децата ѝ отрастват работи на различни временни работни места.
Първият ѝ роман „Take Away the Pride“ е публикуван през 1988 г. След него напуска работа и се посвещава на писателската си кариера. Пише общо 33 романа до 2001 г.

## Произведения

### Самостоятелни романи
- Take Away the Pride (1988)
- Unwilling Heart (1989)
- Heart in Hiding (1989)
- Suspicious Heart (1989)
- The Gentle Trap (1990)
- A Taste of Heaven (1990)
- Law of Possession (1990)
Сезон на мечтите, изд.: „Арлекин България“, София (1995), прев. Ангелина Василева
- A Foolish Dream (1991)
- Unfair Assumptions (1991)
- A Stranger's Trust (1991)
- Deliberate Provocation (1992)
- More Than a Dream (1992)
- Fate of Happiness (1992)
- Love of My Heart (1993)
- Fiery Attraction (1993)
- A Wayward Love (1994)
- The Love Trap (1995)
- Having It All! (1996)
- First-time Father (1996)
- Behaving Badly! (1997)
- Secret Wedding (1997)
- His Temporary Mistress (1997)
- Instant Mother (1998)
- Bridegroom on Loan (1999)
- The Reluctant Groom (1999)
- The Boss's Bride (1999)
- Marriage for Real (2000)
- The Reluctant Tycoon (2000)
- Marriage Potential (2001)
- Елемент от точкуван списък

### Общи серии с други писатели

#### Серия „Хванете героя“ (Holding out for a Hero)
The Bachelor Chase (1996)
от серията има още 12 романа от различни автори

#### Серия „Дедибум“ (Daddy Boom)
A Husband for Christmas (1997) – награда за най-добър роман на „Romantic Times“
от серията има още 10 романа от различни автори

#### Серия „Ергенска теретория“ (Bachelor Territory)
One Bride Required! (1998)
от серията има още 5 романа от различни автори